# Смичка (Моркинський район)
Сми́чка (рос. Смычка, марій. Смычка) — присілок у складі Моркинського району Марій Ел, Росія. Входить до складу Себеусадського сільського поселення.

## Населення
Населення — 73 особи (2010; 85 у 2002).
Національний склад (станом на 2002 рік):
- лучні марійці — 99 %